# Urpo Korhonen
Urpo Korhonen   (Rautalampi, 8 de febrer de 1923 - Lahti, 10 d'agost de 2009) fou un esquiador de fons finlandès que va competir durant la dècada de 1950.
El 1952 va prendre part en els Jocs Olímpics d'Hivern d'Oslo, on guanyà la medalla d'or en la cursa dels 4 x 10 quilòmetres del programa d'esquí de fons. Formà equip amb Paavo Lonkila, Heikki Hasu i Tapio Mäkelä.